# Strullendorf
Strullendorf este o comună aflată în districtul Bamberg, landul Bavaria, Germania.